# Paratikhinellinae
Paratikhinellinae es una subfamilia de foraminíferos bentónicos de la familia Paratikhinellidae, de la superfamilia Moravamminoidea, del suborden Fusulinina y del orden Fusulinida. Su rango cronoestratigráfico abarca desde el Frasniense superior (Devónico medio) hasta el Viseense medio (Carbonífero inferior).

## Clasificación
Paratikhinellinae incluye a los siguientes géneros:
- Paratikhinella †
- Saccamminopsis †
- Vasicekia †

Otros géneros considerados en Paratikhinellinae son:
- Carteria †, aceptado como Saccamminopsis
- Earlandinella †, aceptado como Paratikhinella
- Juferevella †, también considerado en subfamilia Juferevellinae